# Células Autônomas de Revolução Imediata Práxedis G. Guerrero
As Células Autônomas de Revolução Imediata Práxedis G. Guerrero (CARI-PGG) foram uma federação anarquista insurrecionária e guerrilha urbana descentralizada ativa na Região Metropolitana do Vale do México entre 2008 e 2013. Seus principais ataques consistiam em atentados incendiários ou com explosivos contra a propriedade privada e estatal como forma de propaganda pelo ato.
A organização foi um dos grupos considerados terroristas pelo Estado Mexicano e parte das chamadas “guerrilhas negras”, grupos insurrecionários que colaboravam entre si, incluindo a Célula Mariano Sánchez Añón, a Animal Liberation Front, a Frente de Libertação da Terra e o grupo ecoterrorista Individualistas que Tendem ao Selvagem antes do rompimento destes com o anarquismo. A organização também manteve fortes ligações com a Federação Anarquista Informal/Frente Revolucionária Internacional.

## História

### Precedentes
Historicamente, diferentes movimentos anarquistas tiveram presença no México desde a metade do século XIX, e os ideais anarquistas influenciaram importantes líderes e participantes da revolução mexicana, como Emiliano Zapata e os irmãos Enrique e Ricardo Flores Magón, do Partido Liberal Mexicano.
No século XXI, para além da influência anarquista em movimentos indígenas, como o Exército Zapatista de Libertação Nacional e a Assembleia popular dos Povos de Oaxaca, o México foi palco de uma notável expansão do anarquismo insurrecional e individualista, particularmente na Cidade do México. Os grupos anarquistas armados vieram a ser chamados de “guerrilhas negras”, em contraste com as chamadas “guerrilhas vermelhas” de grupos comunistas como o Exército Popular Revolucionário. A violência anarquista é considerada uma ameaça à segurança pública pelo governo mexicano. Foi nesse terreno que se deu o desenvolvimento das CARI-PGG, cujo nome homenageia o militante anarquista histórico Práxedis Guerrero.

### Formação
As CARI-PGG enquanto grupo se formaram no final de 2008, e realizaram alguns ataques incendiários logo após sua formação. Porém, não foi até o ano seguinte que a sigla reivindicou publicamente a realização de um ataque. Em 8 de setembro de 2009, as células assumiram responsabilidade pela explosão de uma bomba caseira em uma sucursal do Grupo Financiero BBVA, na demarcação de Tlalpan na Cidade do México. Outro ataque foi realizado no dia 10 contra uma distribuidora da Renault na mesma demarcação. Este ataque, segundo o grupo, seria uma resposta à construção de um novo presídio de alta segurança.
Em 2010, o grupo explodiu uma  bomba caseira em uma sucursal da Santander em solidariedade ao assassinato de dois ativistas de direitos indígenas em Oaxaca. Em 13 de abril do mesmo ano, reivindicaram um ataque a bomba contra uma sucursal do Grupo Financiero Banamex. Ainda em 2010, assumiram a responsabilidade pelo incêndio de dois carros de polícia em Chicoloapan.

### Intensificação das atividades
Em 24 de maio de 2011, as células assumiram responsabilidade pelo ataque a uma Starbucks em Paseo de la Reforma. No dia seguinte, reivindicaram também o ataque a três sucursais da Santander, em Tlalpan, Benito Juárez e Iztacalco. No aniversário do Assalto ao Quartel de Madera pelo Grupo Popular Guerrilheiro em 1965, o grupo realizou um ataque a uma sucursal da Comissão Federal de Eletricidade que causou sérios danos à estrutura em Iztacalco. Em um comunicado, o grupo justificava que a eletricidade “além de constituir uma das maiores ameaças ao planeta, é peça chave para a manipulação e o controle social," e que o ataque teria função mais simbólica do que prática.
Em 3 de outubro do mesmo ano, as CARI-PGG reivindicaram duas explosões coordenadas, uma na casa do então deputado pelo Partido Revolucionário Institucional Manuel Cañedo e outra em uma sucursal da Santander. Em 24 de novembro, a célula Núcleo  Insurrecto Sole-Baleno, pertencente às CARI-PGG, realizou outro ataque a uma figura pública, na forma de uma carta-bomba destinada ao procurador da justiça Miguel Mancera acidentalmente entregue à procuradora Marisela Morales. A carta foi, no entanto, interceptada e destruída. Cartas-bomba similares foram enviadas a Germán Guerrero Pavez, embaixador Chileno no México, no mesmo ano. A  Célula Anarquista Revolucionaria-Gabriella Segata Antolini, integrante das CARI-PGG, também realizou um atentado de carta-bomba contra o arcebispo Norberto Rivera Carrera, que foi interceptado antes que pudesse detonar. Em 14 de novembro, outra célula reivindicou um ataque à sede do Istituto Italiano di Cultura, que danificou sua estrutura.

### Declínio e dissolução
As CARI-PGG diminuíram a frequência de seus atentados em 2012. Suas principais ações foram o envio de cartas-bomba à embaixada da Grécia no México, a representantes da Monsanto e a diretores de penitenciárias. Em setembro, realizaram um ataque frustrado a bomba contra um banco, em protesto pela prisão de um membro da organização.
Os últimos ataques realizados sob a sigla CARI-PGG ocorreram entre novembro de 2013 e janeiro de 2014, sendo estes as explosões de um banco e de um veículo da Guarda Federal. Ambos os ataques, de acordo com o grupo, foram realizados em solidariedade com a greve de fome de Mario González, anarquista então preso.

## Ideologia
Ainda que as CARI-PGG não se declarassem seguidoras de nenhuma vertente específica do anarquismo, suas produções teóricas e sua práxis se alinharam firmemente ao anarquismo insurrecionário, anarquismo individualista e anarquismo pós-esquerda. A organização não defendia a tomada do poder estatal, e se considerava inimiga tanto da social-democracia quanto da esquerda revolucionária. Ademais, ecoando outras organizações anarquistas insurrecionárias, as CARI-PGG se opuseram ao anarquismo social e a organizações indigenistas com inspirações anarquistas e comunistas, como o Exército Zapatista de Libertação Nacional (ao qual as CARI-PGG eram particularmente críticas). Essas críticas e divergências não impediram as células de realizar ataques em solidariedade com ativistas destas correntes.
A linha insurrecionária aproximou as CARI-PGG de outras organizações anarquistas pelo mundo, em particular da Federação Anarquista Informal/Frente Revolucionária Internacional. Isso levou certos quadros das CARI-PGG a também se considerarem parte da FAI/FRI, e a sigla desta segunda era adicionada à assinatura de alguns comunicados das CARI-PGG.